# Công viên tự nhiên quốc gia Zacharovany Krai
Công viên tự nhiên quốc gia Zacharovany Krai (tiếng Ukraina: Національний парк «Зачарований край») (có nghĩa là: "Vùng đất Bị bỏ bùa") là một vườn quốc gia nằm ở tỉnh Zakarpatsk, phía tây nam của Ukraina. Được thành lập vào năm 2009, nó có diện tích 6.101 ha (61,01 km2).
Công viên có hệ động thực vật đa dạng điển hình của Đông Carpath với nhiều loài động vật hoang dã quý hiếm gồm hươu đỏ, sơn dương Chamois, gấu nâu, lợn rừng, lửng châu Âu, linh miêu Á-Âu, mèo rừng châu Âu, hải ly châu Âu, cá hồi chấm. Một phần của công viên với những cánh rừng sồi cổ đã được UNESCO công nhận là Di sản thế giới với tên gọi Các khu rừng sồi nguyên sinh trên dãy Carpath và các khu vực khác của châu Âu.